# Bezirk Gäu

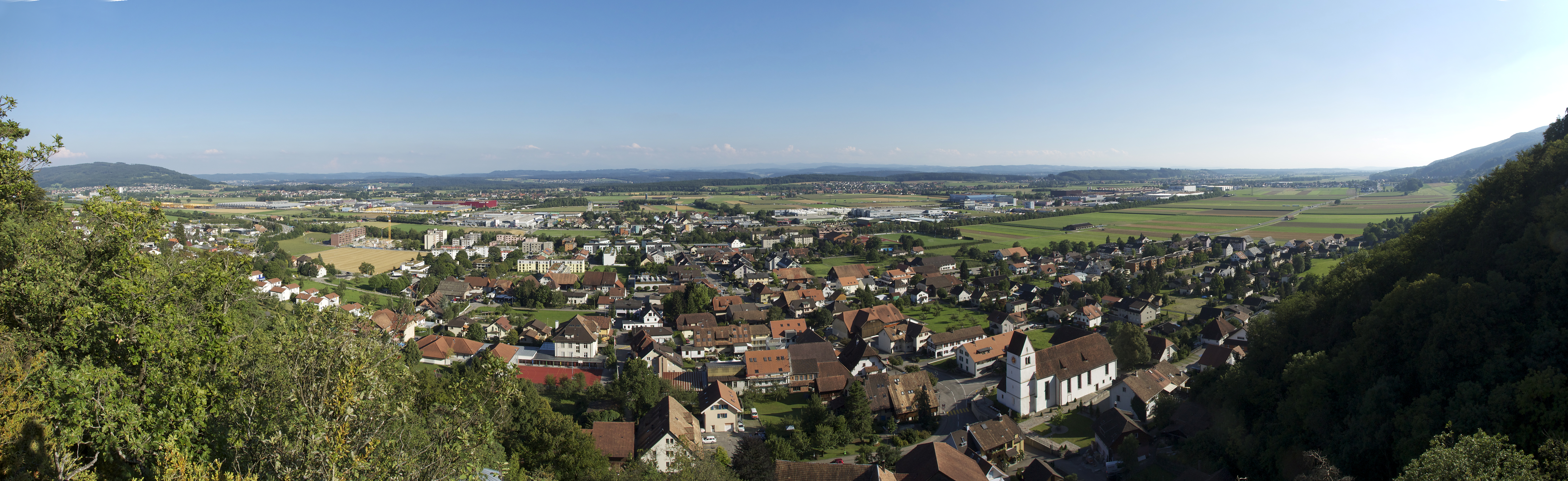
Blick ins Gäu. Zu sehen ist Egerkingen (Vordergrund und Kamerastandort) sowie v. r. n. l.: Oberbuchsiten und Niederbuchsiten, Neuendorf und Härkingen

Der Bezirk Gäu («das Gäu» genannt) im Kanton Solothurn ist Teil des solothurnischen Gäus. Bezeichnung 1841–1987: Bezirk Balsthal-Gäu.

## Lage
Das Gäu wird im Norden durch die erste Kette des Juragebirges und im Süden durch die Aare begrenzt. Es wird von den zwei wichtigsten Autobahnen der Schweiz durchschnitten: der Ost-West-Achse A1 und der Nord-Süd-Achse A2, die sich im Autobahndreieck Härkingen kreuzen. An den Autobahnen und der Eisenbahnlinie haben sich in den letzten Jahrzehnten verschiedene Logistikzentren angesammelt. Abseits der Hauptverkehrsachsen hat das Gäu seinen ländlichen Charakter weitgehend bewahrt.
Bezirkshauptort ist Oensingen. Der Bezirk Gäu bildet zusammen mit dem Bezirk Thal die Amtei Thal-Gäu, deren Hauptort Balsthal ist. Der Bezirk ist nicht zu verwechseln mit dem Solothurnischen Gäu, das auch Teile des heutigen Bezirks Olten umfasst.

## Wappen
Zweimal geteilt von Rot, Silber und Schwarz

## Einwohnergemeinden
| Wappen          | Name der Gemeinde | Einwohner (31. Dezember 2023) | Fläche in km² | Einwohner pro km² |
| --------------- | ----------------- | ----------------------------- | ------------- | ----------------- |
| Egerkingen      | Egerkingen        | 4300                          | 6,95          | 619               |
| Härkingen       | Härkingen         | 1767                          | 5,51          | 321               |
| Kestenholz      | Kestenholz        | 1881                          | 8,59          | 219               |
| Neuendorf       | Neuendorf         | 2404                          | 7,14          | 337               |
| Niederbuchsiten | Niederbuchsiten   | 1301                          | 5,49          | 237               |
| Oberbuchsiten   | Oberbuchsiten     | 2386                          | 9,39          | 254               |
| Oensingen       | Oensingen         | 6636                          | 12,10         | 548               |
| Wolfwil         | Wolfwil           | 2401                          | 6,88          | 349               |
| Total (8)       | Total (8)         | 23'076                        | 62,05         | 372               |

## Veränderungen im Gemeindebestand

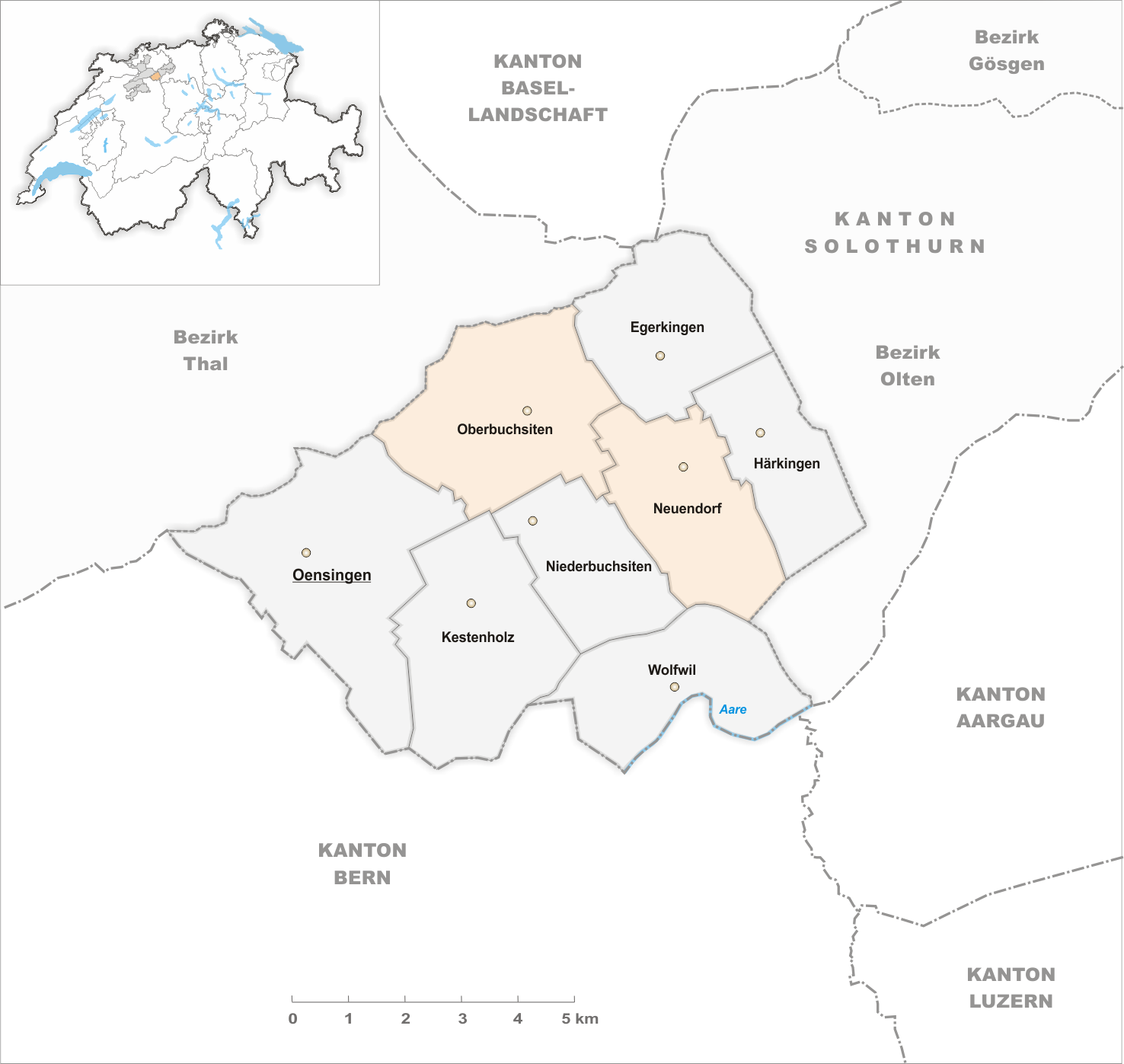
Gemeinden bis 2024

- 2024: Gebietsänderung Neuendorf und Oberbuchsiten